# Susa (Libia)
Susa o Soussa (en griego: Ἀπολλωνία, en árabe: سوسة‎) es una ciudad y un balneario en el distrito de Jabal al Akhdar en el noreste de Libia. Susa se encuentra junto a las ruinas de Apolonia de Cirene y se encuentra a unos 30 km al noreste de Al Baida. En 2012, su población era de 7999 habitantes.

## Historia
La antigua ciudad de Apolonia en Cirenaica fue fundada en 630 a. C. por colonos griegos y se convirtió en un importante centro comercial en el sur del Mediterráneo. Sirvió como puerto de Cirene, 20 km (12 mi) al suroeste.
Apolonia se convirtió en autónoma de Cirene a más tardar cuando el área pasó al poder de Roma, cuando era una de las cinco ciudades de la Pentápolis libia, creciendo en poder hasta que, en el siglo VI d. C. se convirtió en la capital de la provincia romana de Libia Superior o Libia Pentapolitana. La ciudad se conoció como Sozusa, lo que explica el nombre moderno de Marsa Susa o Susa, que creció mucho después del cese de la vida urbana en la ciudad antigua después de la invasión árabe del 643 d. C.
Sozusa era una sede episcopal y está incluida en la lista de sedes titulares de la Iglesia Católica.

## Comunidad griega musulmana
En Susa vive una comunidad griega musulmana exiliada, también conocida como "Turco-Romnoi" ("griegos turcos"), procedentes de Creta y Grecia continental, que llegaron a la Libia otomana después de la Guerra greco-turca de 1897. Otra ola de griegos musulmanes llegó después del intercambio de población entre Grecia y Turquía, lo que marcó la segunda fundación de la ciudad después de su abandono tras la conquista árabe del Magreb.